# ジョン・ハドリー

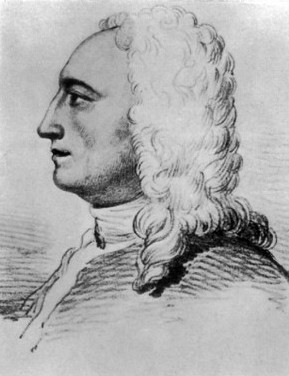
ジョン・ハドリー

ジョン・ハドリー（John Hadley、1682年4月16日 - 1744年2月14日）は、イギリスの天文学者・数学者。1717年に王立協会の会員になり、1721年に最初にニュートン式の反射望遠鏡を実用化した。1731年に八分儀を発明した。
ハートフォードシャーのen:East Barnetに生まれた。兄弟に気象学者のジョージ・ハドリー（en:George Hadley）などがいる。1717年に王立協会フェローに選出されたが、化学者で同名の甥ジョン・ハドリー(化学者)(en:John Hadley (chemist) 1731年 - 1764年)も1758年に選出されている。
ニュートンによって構造が提案された反射望遠鏡を実用化するために、球面の研磨法や評価法を改善して、1721年に当時の望遠鏡より鮮明な像が得られ、操作性にすぐれた反射望遠鏡を完成した。これは後のジェームズ・ショートによってより大型の反射望遠鏡が製作される基礎となった。また1730年頃、航海のために緯度を計測する八分儀を発明した。これはアメリカのトーマス・ゴッドフリー(en:Thomas Godfrey (inventor))によって独立に発明された六分儀に先んじたものである。
1758年にベンジャミン・フランクリンと共に蒸発熱を使って物体を急速に冷却する実験を行い、周囲の気温が65 °F (18 °C)の状態で、温度計の球部を 7°F（−14℃）にまで冷却することができた。エア・コンディショナーに直接は繋がらないが、冷却に関する初期の実験とされる。
月の地名、ハドリー山、ハドリー谷、ハドリー溝(Hadley Rille)にハドリーの名が命名されている。ハドリー溝の近くがアポロ15号の着陸地点に選ばれた。